# Leonard Peikoff
Leonard Sylvan Peikoff (Winnipeg, 15 oktober 1933) is een Canadees-Amerikaans filosoof.
In 1985 was hij medeoprichter van het Ayn Rand Institute (ARI) in Irvine. Hij is de auteur van diverse boeken over filosofie.
- Bibsys: 90690958
- Bibliothèque nationale de France: cb122440388 (data)
- Gemeinsame Normdatei: 1124486690
- International Standard Name Identifier: 0000 0001 0902 2415
- Library of Congress Control Number: n82002937
- Nationale Bibliotheek van Letland: 000230392
- Nationale Bibliotheek van Tsjechië: xx0000517
- Nationale Bibliotheek van Israël: 987007273590905171
- Nederlandse Thesaurus van Auteursnamen: 070643288
- LIBRIS: 249994
- Système universitaire de documentation: 031174167
- Virtual International Authority File: 54202884
- WorldCat: E39PBJt3X7GJH9j6rvwDxHwXBP